# Parque nacional Cañón Negro del Gunnison
El Parque Nacional Cañón Negro del Gunnison (en inglés Black Canyon of the Gunnison National Park) es un parque nacional de los Estados Unidos localizado en la parte oeste del estado de Colorado. Consta de un estrecho y profundo desfiladero perteneciente al río Gunnison, habiendo sido establecida en 1933 y ocupando un área de 83 km².
El cañón toma su nombre a partir de sus paredes manchadas y llenas de liquen, las cuales acentúan la oscuridad del abismo.